# Chinatown (Calgary)

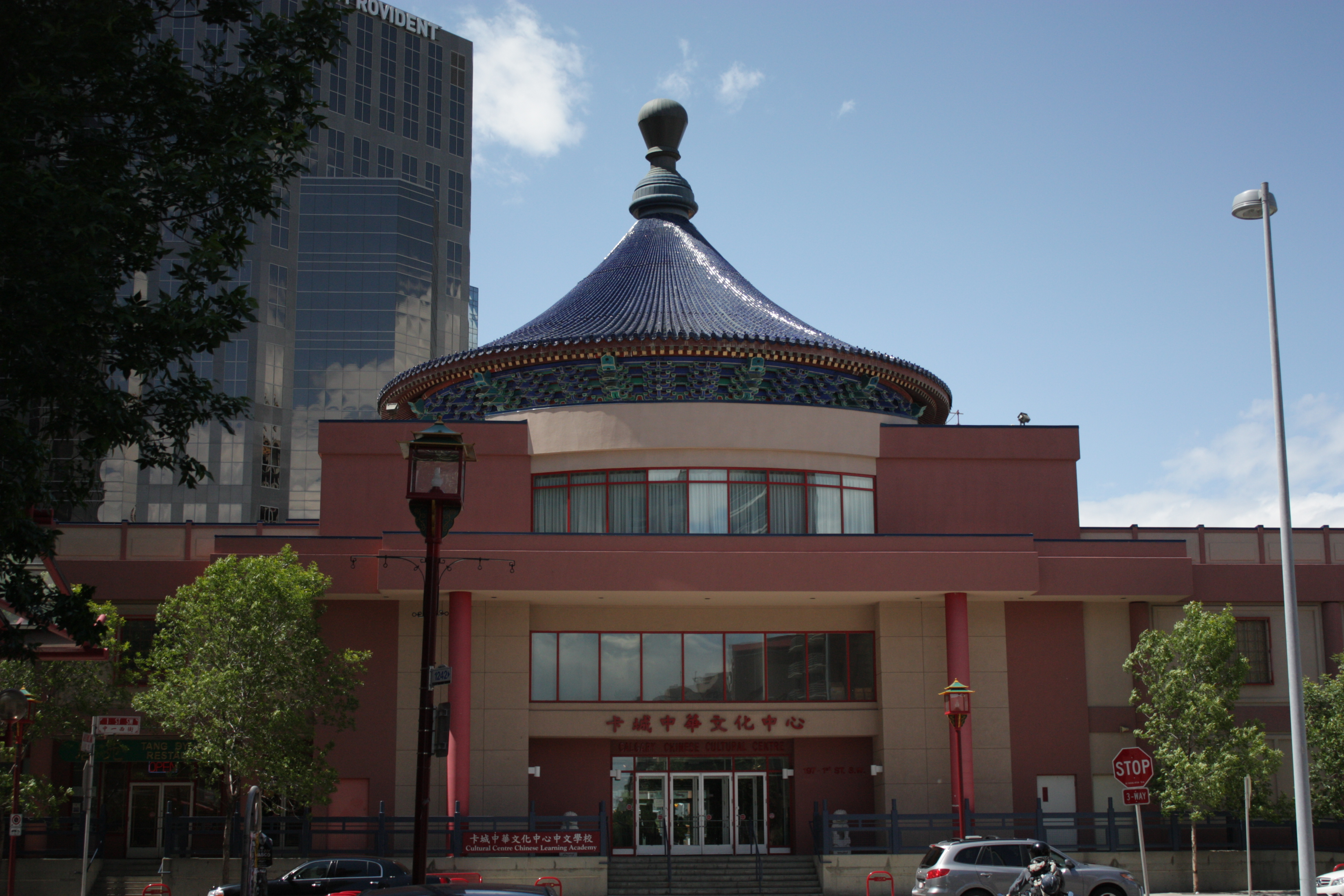
Centro Cultural da China.

A Chinatown de Calgary é a terceira maior chinatown do Canadá, atrás apenas das de Vancouver e Toronto. O tamanho da Chinatown indica a elevada proporção de descendentes de asiáticos que vivem na cidade.
O distrito localiza-se ao longo da Centre Street na área nordeste da baixa de Calgary, a norte da Downtown East Village. O Centro Cultural da China, com a sua tradicional arquitectura e decoração (inspirado no Templo do Céu, em Pequim) é o maior edifício do seu tipo na América do Norte. O Dragon City Mall (um centro comercial) localiza-se neste distrito.
A área ao longo da Centre Street, ao norte da baixa e continuando por vários quarteirões é também muito influenciada pela Ásia e é muitas vezes chamada como a segunda Chinatown da cidade. A International Avenue é também um importante centro multi-étnico com importantes influências asiáticas.